# Blown Away
Blown Away (Contagem Regressiva) é um filme estadunidense de 1994, do género ação, dirigido por Stephen Hopkins.

## Sinopse
Após quase 20 anos na prisão por prática de terrorismo na Irlanda, o especialista em explosivos Ryan Gaerity consegue escapar. Ele vai aos Estados Unidos e descobre que seu ex-aprendiz e parceiro Liam McGivney (que passou a usar o nome de Jimmy Dove) agora trabalha no esquadrão de bombas de Boston. Ryan acha que Liam o traiu e seu único objetivo passa a ser vingar-se dele, atingindo todos seus amigos, mulher e enteada. 
Um dos pontos altos do filme é a trilha sonora do U2, a canção "'With or Without You'".

## Elenco
- Jeff Bridges .... Jimmy Dove / Liam McGivney
- Tommy Lee Jones .... Ryan Gaerity
- Suzy Amis .... Kate
- Lloyd Bridges .... Max O'Bannon
- Forest Whitaker .... Anthony Franklin
- Stephi Lineburg .... Lizzy
- John Finn .... Capitão Roarke
- Caitlin Clarke .... Rita
- Chris De Oni .... Cortez
- Loyd Catlett .... Bama
- Ruben Santiago-Hudson .... Blanket
- Cuba Gooding Jr. .... Tony